# Natalia Muñoz
Leidy Natalia Muñoz Ruiz (Andes (Antioquia), 4 de junio de 1985) es una ciclista profesional colombiana de ruta. Actualmente corre para la Liga Risaraldense de Ciclismo. Ganadora de la prueba de ruta en los Juegos Nacionales del 2015. Participó en el Giro de Italia Femenino, el Tour Ciclista Internacional de la Ardecha, el Tour de Charente Maritime, el Grand Prix Cittá Rossano Véneto y el Giro de Toscana en el mismo año. Ganadora de dos etapas y podio en la Vuelta a Colombia Femenina 2019.
Natalia dirige una obra social llamada "Club Jerónimus nacidos para ganar" inspirada en el nombre de su segundo hijo, Jerónimo, en donde ofrece a niños de escasos recursos una posibilidad deportiva para sus vidas.

## Palmarés
2010
- Juegos Suramericanos Pista (Medellín)
  -  Persecución por equipos
- Campeonato Panamericano Pista (Aguascalientes)
  -  Persecución por equipos
- Juegos Centroamericanos y del Caribe
  -  Persecución por Equipos.

2013
- 1 etapa del Tour Femenino de Colombia[8]

2015
- Campeonato de Colombia en Ruta
- Vuelta a Antioquia

2019
- 2 etapas de la Vuelta a Colombia Femenina

## Equipos
- Tre Colli - Forno d'Asolo (2015)
- Pedalea Con Nosotras (2016)
- Pedalea Flowerpack (2019)